# 斎尾廃寺跡
斎尾廃寺跡（さいのおはいじあと）は、鳥取県東伯郡琴浦町槻下にある飛鳥時代後期から奈良時代の寺院跡。国の特別史跡に指定されている。

## 概要
東に金堂、西に塔が建つ、法隆寺式伽藍配置の寺院跡である。寺域は東西160メートル・南北250メートル、面積約4万平方メートルに及ぶ大規模なもの。1952年（昭和27年）3月29日に国の特別史跡に指定された。金堂と塔については土壇と礎石が残り、講堂の礎石と中門の土壇も遺存している。白鳳時代創建の山陰を代表する寺跡である。
遺構の残存状況が良好であることなどから、山陰地方で唯一の国指定の特別史跡となっている。遺跡からは瓦や土器類が多数出土しており、琴浦町生涯学習センター「まなびタウンとうはく」や現地近くの「白鳳館」に寺院の再現模型や出土品の一部が展示されている。軒丸瓦は紀寺跡、軒平瓦は法隆寺の瓦と文様が共通している。

## 文化財

### 国の特別史跡
斎尾廃寺跡 - 1935年（昭和10年）10月24日に国の史跡に指定。1952年（昭和27年）3月29日に国の特別史跡に指定。
所在地は、鳥取県東伯郡琴浦町大字槻下字上斉尾。

## アクセス
- JR山陰本線「浦安駅」より徒歩約40分。またはタクシーで約7分。
- 浦安駅バス停より約13分「斉尾団地」下車後、徒歩約10分[2]。
- 山陰道「琴浦東」IC下車後、県道44号、151号を経由して約５分。

## ギャラリー

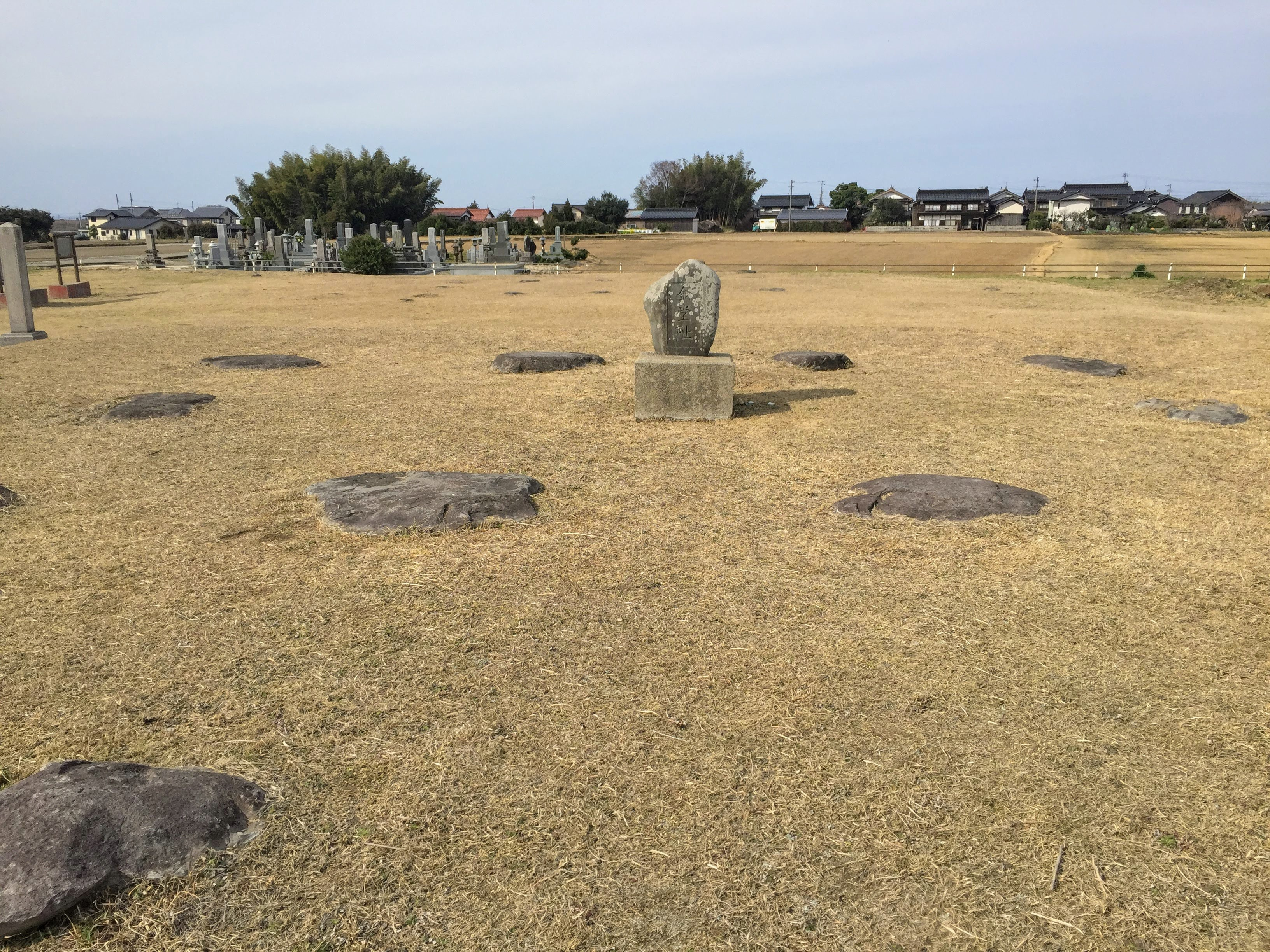
金堂跡
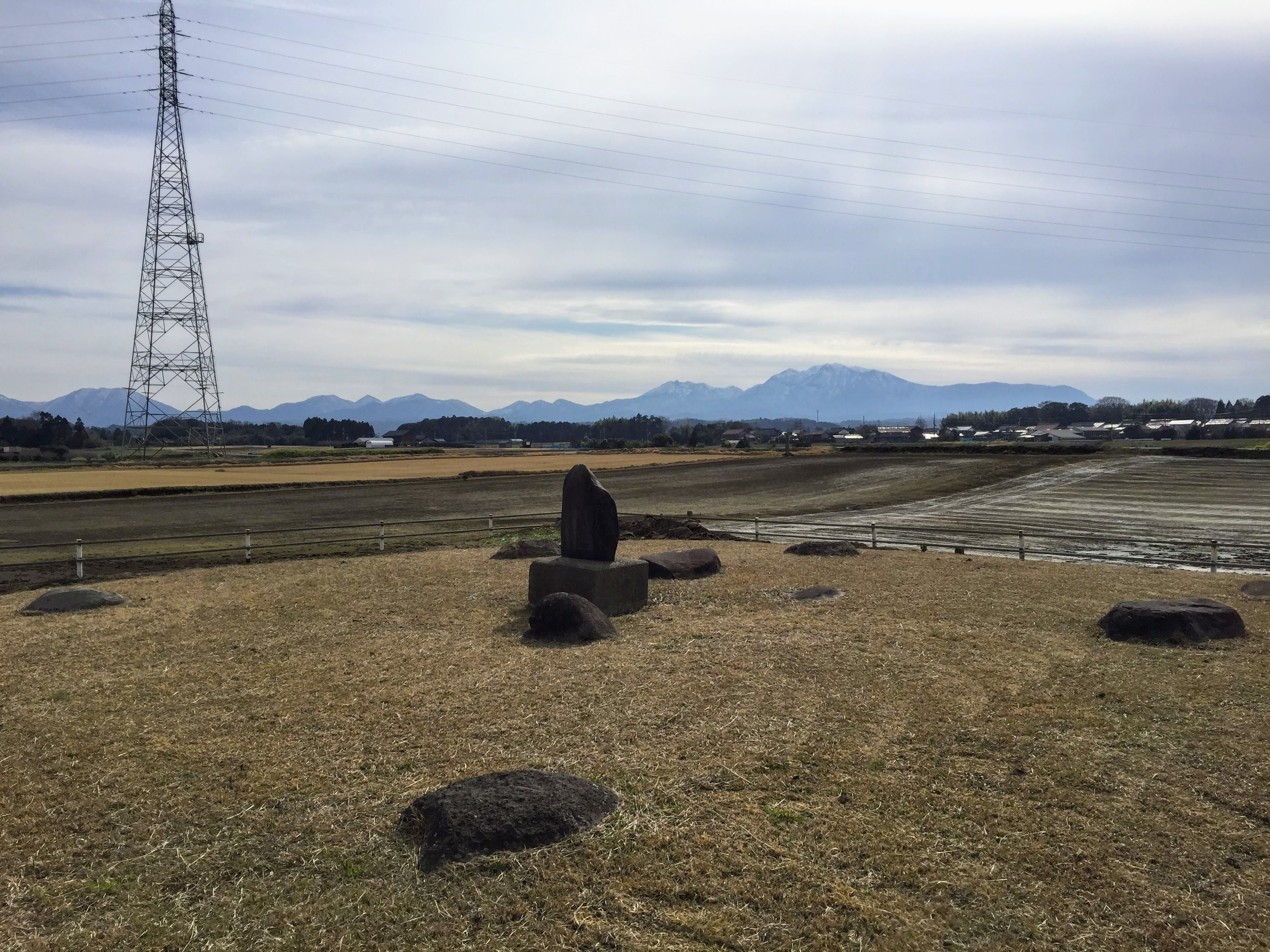
塔跡と大山